# Lý Cương (nhà Minh)
Lý Cương (chữ Hán: 李纲, ? – 1478), tự Đình Trương, người Trường Thanh, Sơn Đông, quan viên nhà Minh.

## Tiểu sử
Cương từ nhỏ theo cha vào Kinh đô, ngã xuống xe, bị bánh xe chẹt qua mình, nhưng không chịu thương tích gì, khiến mọi người lấy làm lạ.
Năm Thiên Thuận đầu tiên (1457) thời Minh Anh Tông phục vị, Cương đỗ tiến sĩ, được thụ chức Ngự sử. Sau đó Cương được làm Tuần án ở Nam Kinh, Chiết Giang; ông hặc tội mà đuổi đi hơn 400 tham quan của Chiết Giang, được người đương thời khen là "thiết ngự sử".
Cương phụng sắc biên chế thổ binh dưới quyền Duyên Tuy tuần phủ . Sau khi trở về, Cương được thăng làm Thái bộc tự Thiếu khanh, Tuần Kỳ phụ  Mã chánh, từ chối tất cả quà tặng của đồng liêu .
Năm Thành Hóa thứ 13 (1477), Cương được thăng làm Hữu Thiêm đô ngự sử, sau đó chuyển làm Tả Thiêm đô ngự sử, ra làm Đốc tào vận, sang năm thì mất, được ban lễ Tế táng.

## Tính cách
Khi Cương làm Tuần án Ký Châu, bị trộm; kẻ trộm hỏi bộ hạ của mình: "Đây là Thái bộc Lý công à? Vậy thì làm gì có vàng!" Hắn không thèm mở tráp mà bỏ đi.
Cuối đời Cương được làm Đốc tào vận, cộng sự với Bình Giang bá Trần Duệ. Cương mất khi đang ở chức, Duệ thấy hành trang của ông chỉ có áo rách, rơi nước mắt mà nói: "Quân tử đấy!" Duệ tìm quan tài để khâm liệm Cương, tuyên truyền danh tiết thanh liêm của ông với triều đình, nên Cương được Minh Hiến Tông đặc mệnh ban lễ Tế táng.
Sử cũ nhận xét Cương có tính thanh liêm và cứng rắn, tương tự như Lý Khản, được ngươi đương thời xem trọng; vì thế chép sự tích của ông phụ vào liệt truyện của Khản.